# Myllaena hyperborea
Myllaena hyperborea är en skalbaggsart som beskrevs av Embrik Strand 1943. Myllaena hyperborea ingår i släktet Myllaena, och familjen kortvingar. Arten är reproducerande i Sverige.